# آناستازیا اسلوونوا (بازیکن فوتبال)
آناستازیا اسلوونوا (انگلیسی: Anastasia Slonova؛ زادهٔ ۱۷ مهٔ ۱۹۸۴) بازیکن فوتبال اهل مولداوی است.
وی همچنین در تیم ملی فوتبال Moldova بازی کرده‌است.